# 笠原鯥太郎
笠原 鯥太郞（かさはら むつたろう、1855年〈旧暦安政2年〉 - 1937年〈昭和12年〉）は、日本の政治家。名の「郞」はJIS X 0208では「郎」と同一の区点が割り当てられていることから、笠原 鯥太郎（かさはら むつたろう）とも表記される。
静岡県城東郡来福村戸長、静岡県城東郡千浜村長などを歴任した。

## 概要
遠江国出身の政治家である。静岡県城東郡においては来福村の戸長を経て、千浜村の村長に就任した。来福村と成行村との合併を推進するとともに、両村の対立の収拾に成功した。また、砂地の開拓を推進し、千浜村に豊かな畑地を齎したことでも知られている。

## 来歴

### 生い立ち
1855年（旧暦安政2年）、遠江国城東郡来福村にて生まれた。父は来福村で庄屋を務めており、鯥太郞はその嫡子であった。

### 政治家として
明治維新により幕藩体制が終わりを迎えると、世情の大きな変化は、来福村を含む城東郡にも影響を及ぼした。城東郡は1871年（旧暦明治4年7月）より静岡県に属することになったが、同年（旧暦同年11月）に浜松県の管轄となり、1876年（明治9年）8月には再び静岡県に移管された。そんな中、笠原は来福村の戸長に就任し、村政の舵取りを任されることになった。戸長として来福村に隣接する成行村との合併構想を提唱し、その実現に奔走した。その結果、1885年（明治18年）に来福村と成行村とが合併して成行村となり、1888年（明治21年）には成行村が千浜村に改称した。その千浜村においては村長に就任している。1937年（昭和12年）に死去した。

## 政策・主張

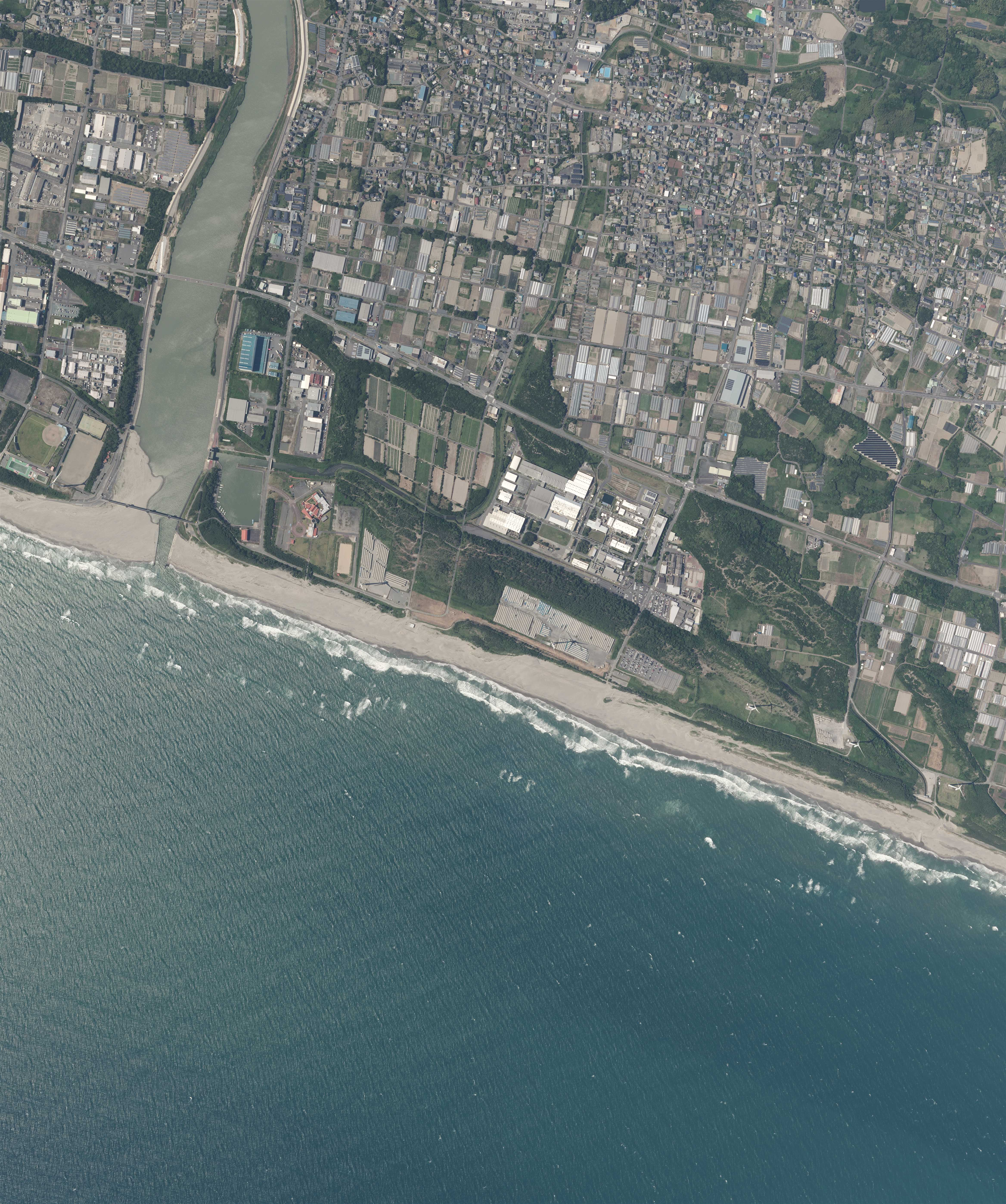
千浜海岸の航空写真（2020年6月16日撮影）。砂地に沿って防砂林が植えられ、その横に農地が広がっており、さらに内陸部には宅地が位置している

来福村と成行村との合併
笠原が来福村の戸長を務めていた頃は、来福村と成行村との間で諍いが絶えず問題となっていた。開墾された土地の境界を巡って両村が争いになっていたためで、長年に亘る懸案事項となっていた。こうした状況下で、笠原は「争いをなくすには二つの村を一つにまとめること」と主張し、来福村と成行村との合併構想を提唱した。両村を合併させることに尽力し、一つの村に纏めることでこの争いを収拾した。
砂地の開拓
千浜村は国安村、久兵衛新田、喜右衛門新田、国包村、坂里村と合併し、新制千浜村が発足した。この千浜村は遠州灘に面した村であり、その沿岸部は国安海岸や千浜海岸と称される砂浜が広がっている。笠原が千浜村の村長に就任した時点ではこれらの砂地は手つかずの状態であったが、これを開拓して農地にすることを決意する。そのために、砂防工事を施したうえで松の苗木を植え、その松が育って防砂林となったらその陰に畑地を作る、という極めて長期に及ぶ計画を立案した。この事業は1912年（大正元年）から開始され、最終的に千浜村に35万平方メートルにも及ぶ豊かな畑地を誕生させた。

## 顕彰
その後の千浜村は合併を繰り返したのちに大東町となったが、笠原の功績は大東町においても語り継がれている。大東町役場の公式ウェブサイトには町の偉人として赤堀四郎ら10名の業績が紹介されており、笠原もその偉人の一人として掲載されていた。

## 人物
名の「鯥太郞」の「郞」はJIS X 0208では「郎」と同一の区点が割り当てられており、「郎」で代替される場合がある。また「鯥」は常用漢字ではないため、大東町役場の公式ウェブサイトでは「ムツ」と片仮名で表記したうえで「ムツは魚辺に睦の造」と説明している。

## 略歴
- 1855年 - 遠江国城東郡来福村にて誕生[1]。
- 1937年 - 死去[1]。

### 註釈
1. ↑  静岡県城東郡は、佐野郡と合併し、1896年に小笠郡が設置された。
2. ↑  静岡県城東郡来福村は、成行村と合併し、1885年に新制成行村が設置された。
3. ↑  静岡県城東郡千浜村は、国安村、久兵衛新田、喜右衛門新田、国包村、坂里村と合併し、1889年に新制千浜村が設置された。
4. ↑  静岡県小笠郡大東町は、掛川市、大須賀町と合併し、2005年に新制掛川市が設置された。
5. ↑  大東町役場のウェブサイトは「魚辺に睦の造」[1]と表記しているが、「魚偏に睦の旁」の誤記と思われる。